# 하마다 가쓰히로
하마다 가쓰히로(일본어: 濱田 克大, 1991년 10월 7일 ~ )는 일본의 전 축구 선수이다.

## 구단 경력
그는 2016년부터 2017년까지 J리그의 FC 류큐에서 활동하였다.